# Perfumiarz

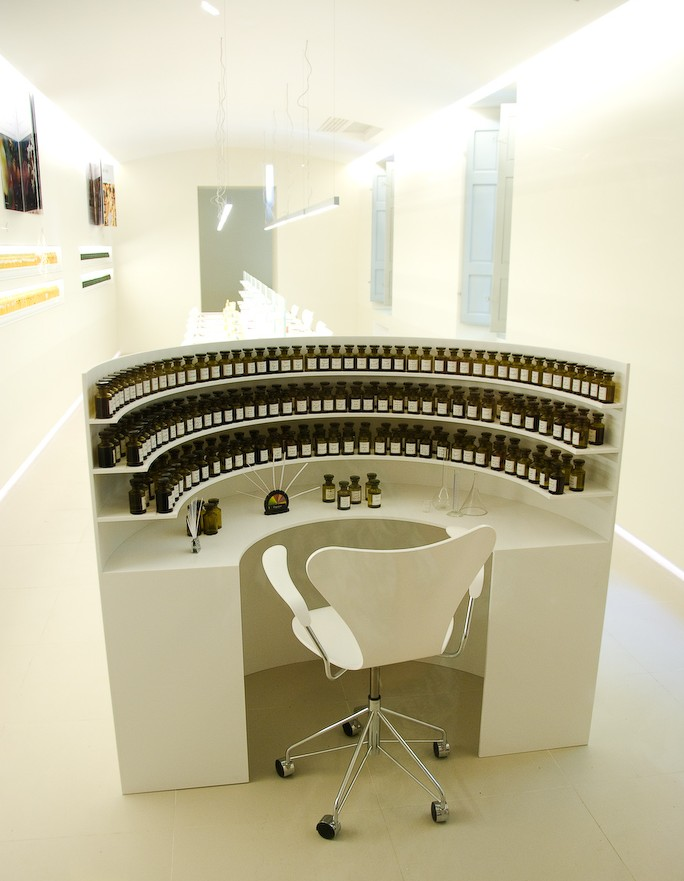
„Organy” – miejsce twórczej pracy perfumiarza

Perfumiarz – twórca kompozycji zapachowych, receptur stosowanych np. przy wytwarzaniu perfum lub perfumowanych kosmetyków.
Nazwiska perfumiarzy rzadko znane są szerszemu gronu. Zwykle promowane są tylko nazwy handlowe zapachów – perfum i wód toaletowych oraz nazwy i znaki towarowe produkujących je firm. Prawa do kompozycji zapachowych i związanych z nimi nazw chroni prawo autorskie, jednak liczne przypadki naruszeń tych praw są trudne do egzekwowania. Powszechne określa się różne rodzaje wód toaletowych mianem woda kolońska, co sugerować może, że jest to Eau de Cologne – kompozycja Johanna Marii Fariny (1685–1766).
Adeptów perfumiarstwa kształcą obecnie specjalne szkoły, prowadzone zwykle przy dużych firmach perfumeryjnych.

## Przedstawiciele rzeszy perfumiarzy
Kompozycje zapachowe są produkowane przez człowieka od tysięcy lat. Zajmowali się tym ludzie najczęściej bezimienni (np. kapłani, aptekarze, perfumiarze–rzemieślnicy), wytwarzający pachnidła dla niedużych grup odbiorców. Zmianę przyniosła rewolucja przemysłowa (przełom XVIII i XIX w.). Nazwiska twórców kompozycji zapachowych i ich producentów zaczęły być znane, gdy rozpoczęto produkcję seryjną i dystrybucję wyrobów na dużą skalę. Listę znanych twórców kompozycji zapachowych otwierają ci, którzy łączyli talent artystyczny z umiejętnościami menedżerskimi (biznesowymi).
W kolejnych dziesięcioleciach powstały wielkie „domy perfumeryjne”, zarządzane przez specjalistów–menedżerów. Domy często współpracują z wielkimi krawcami lub domami mody oraz z projektantami opakowań, np. charakterystycznych flakonów, będących często dziełami sztuki. Ocena jakości zapachu poszczególnych partii surowców (np. olejków eterycznych) i produktów dokonywana jest przy użyciu metod analizy sensorycznej przez zespoły, spełniające kryteria wrażliwości węchu określone w normach międzynarodowych, europejskich lub krajowych (np. PN). Artyści–perfumiarze opracowują kompozycje zapachowe przy tzw. „organach perfumiarskich”, na których są ustawione buteleczki ze składnikami, potrzebnymi do utworzenia kompozycji (złożonej z zapachowych nut i akordów). Współpracują z różnymi firmami lub z jedną, wybraną firmą (są nazywani „Nosami” tych firm).

### Ród Farina
Johann Maria Farina (wł. Giovanni Maria Farina, 1685–1766) – najbardziej znany jako twórca wody kolońskiej, Eau de Cologne (niem. Kölnisch Wassers), której nazwa pochodzi od miejsca produkcji. W Kolonii J. M. Farina, Włoch z pochodzenia, założył w 1709 fabrykę perfum (Eau de Cologne Farina), która obecnie jest najstarszą na świecie. W przedsiębiorstwie Fariny zaopatrywały się prawie wszystkie europejskie dwory panujących (np. dwór Fryderyka Wilhelma I, Marii Teresy, Ludwika XV, Napoleona, królowej Anglii – Wiktorii, Stanisława Augusta Poniatowskiego). Eau de Cologne Farina używali Wolter, Goethe, Balzac, Oscar Wilde, Thomas Mann, Marlene Dietrich oraz księżniczka Diana.
Przedsiębiorstwo Eau de Cologne Farina działające w Kolonii od ponad 300 lat borykało się z licznymi problemami nieuczciwej konkurencji, nielegalnie wykorzystującej nazwę głównego produktu i nazwisko Farina. Potomkowie założyciela firmy domagali się wprowadzenie w Niemczech znaków towarowych (już wówczas istniejących we Włoszech). Troszcząc się o zachowanie marki dobrych produktów, wytwarzanych zgodnie z oryginalnymi recepturami, przeprowadzili tysiące spraw sądowych przeciwko producentom tanich zamienników, zawierających coraz tańsze syntetyki. Dodatkowe zagrożenie dla niszowej działalności firmy, prowadzonej w skali globalnej dla ekskluzywnych odbiorców, pojawiło się w związku z wprowadzaniem coraz bardziej rygorystycznych zakazów stosowania w produkcji określonych związków, np. czynników alergizujących, zawartych w olejkach eterycznych. Konieczne stało się ich usuwanie z olejków, co często niekorzystnie wpływa na ich zapach. W takich przypadkach jest konieczne modyfikowanie tradycyjnych receptur (wbrew zasadom firmy).

### Ród Guerlain
Firma Guerlain powstała w 1838 roku. Jej założycielem był Pierre François Pascal Guerlain, dostawca perfum francuskiej cesarzowej Eugenii. Stworzył wiele kompozycji zapachowych, np. Eau de Cologne Impériale specjalnie dla cesarzowej. 
Dzieło ojca kontynuowali synowie, Aimé Guerlain (perfumiarz), którego dziełem jest np. kompozycja Jicky, i Gabriel (menedżer). Wnuk założyciela, Jacques Guerlain (1874–1963) był twórcą popularnych w latach 20. XX w. perfum Mitsouko, Shalimar i L'Heure bleue. Twórcą perfum firmy Guerlain o nazwach Vetiver, Chamade, Eau de Guerlain, Nahéma i Samsara jest Jean-Paul Guerlain (piąte pokolenie rodu).

### Henri Almeras
Henri Alméras (1892–1965) pochodził z Hiszpanii. Początkowo pracował dla Chiris w Grasse. W latach 1925–1948 był „nosem” firmy Jean Patou. Stworzył np. serię: Amour Amour, Que Sais-je i Sagesse, interpretowaną jako historia miłości: początek (zauroczenie) – co się dzieje? (sprawa jest poważna) – mądrość pożegnania. Za najważniejsze dzieło Almérasa jest uważana receptura Joy (1930), stworzona dla ratowania bogatych klientów firmy (i jej właściciela) przed depresją, związaną z wielkim kryzysem. Joy jest uznawana za jedną z najsławniejszych kompozycji wszech czasów.

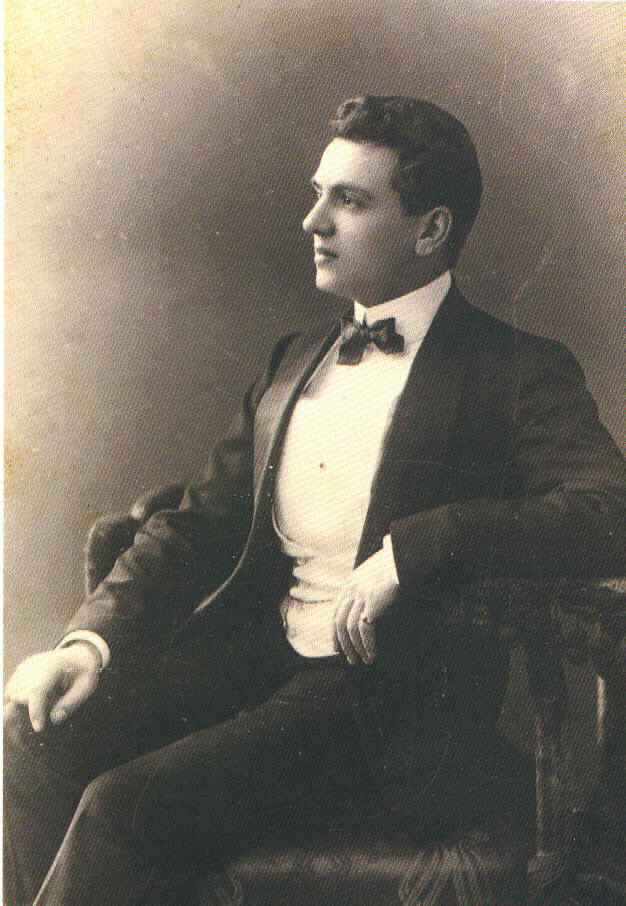
Ernest Beaux

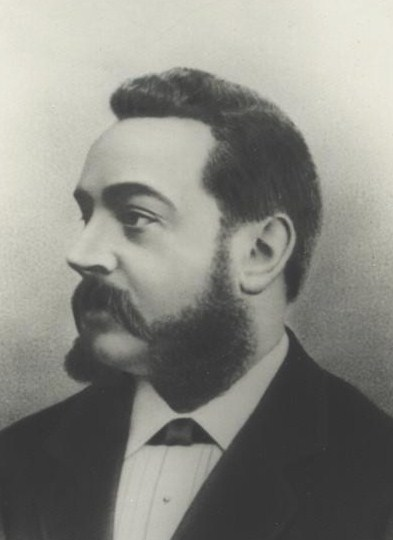
Emile Boucher (1876)

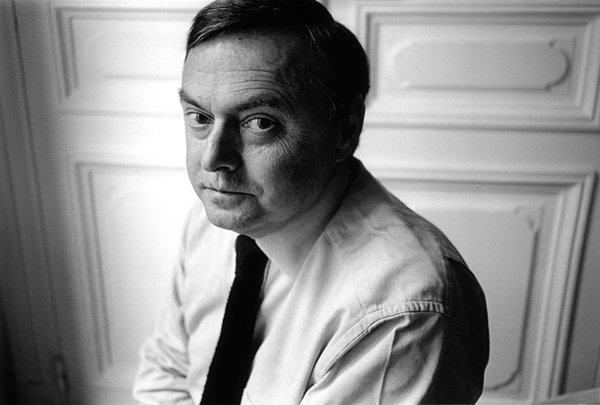
Pierre Bourdon

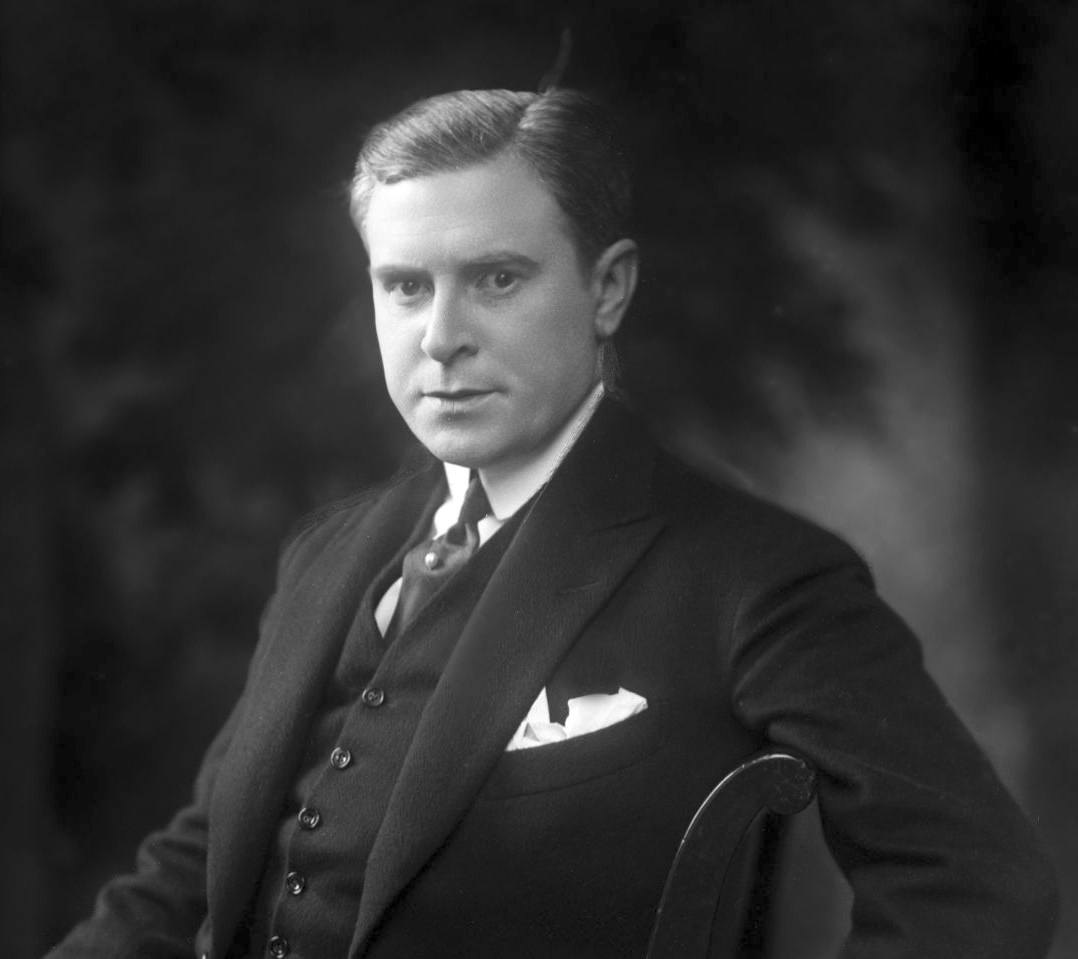
François Coty

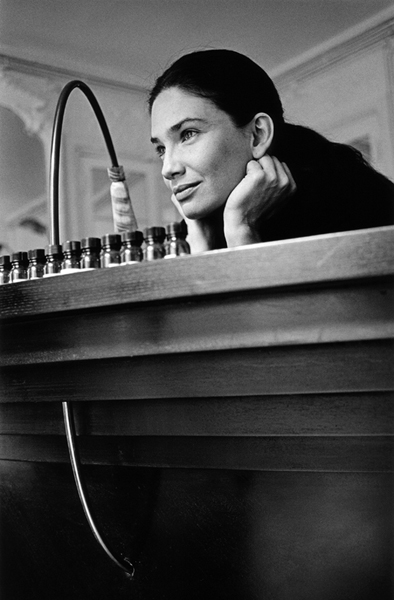
Olivia Giacobetti

### Ernest Beaux

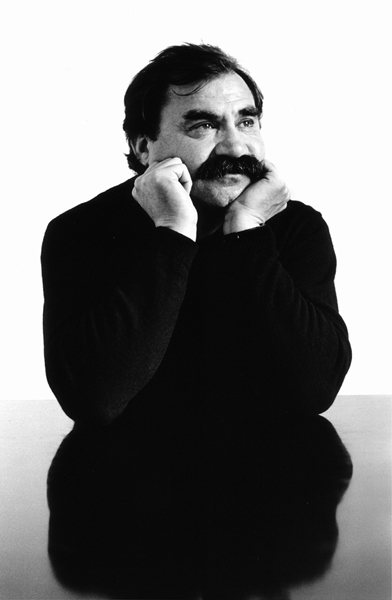
Maurice Roucel

Ernest Beaux urodził się w Moskwie, gdzie jego ojciec (Francuz) był perfumiarzem i członkiem zarządu firmy Rallet & Co. Syn zaczął pracę w firmie już po ukończeniu szkoły średniej. Od 1902 roku pracował w dziale perfumerii pod kierownictwem A. Lemerciera. Od roku 1907 był technicznym kierownikiem działu i członkiem zarządu Rallet. Jako kompozytor perfum pierwsze sukcesy odniósł w latach 1912–1913 (Bouquet de Napoleon i Bouquet de Catherine). Po I wojnie światowej, w której walczył jako oficer wywiadu w sile wielonarodowej, Beaux przeniósł się do Francji. W La Bocca, w pobliżu Cannes, kontynuował pracę perfumiarza w firmie Chiris, gdzie pracowali również Henri Robert i Henri Almeras. Między 1920 a 1926 rokiem stworzył kompozycje zapachowe dla Chanel, np. No.5, No.22 , Cuir de Russie i inne. Oryginalność perfum Chanel No.5 była związana z pionierskim zastosowaniem aldehydów.

### Emile Boucher
Emile Boucher (1842–1892) urodził się w Paryżu. Rozpoczął karierę jako paryski fryzjer. Był utalentowanym samoukiem. W wieku 31 lat nabył od Antoine’a Lecornu’a przedsiębiorstwo Parfumery Mignot (Boucher Mignot), zajmujące się produkcją i sprzedażą perfum, kosmetyków i przyborów toaletowych. Prowadził je wraz z przyjaciółmi – synami Antoine’a Lecornu'a. W 1878 roku został dostawcą cesarza i cesarzowej Brazylii. Ponad 50% produkcji eksportował do Anglii, Włoch, Rumunii, Rosji, Niemiec, Brazylii, Gruzji, Belgii, Hiszpanii, Szwajcarii i Holandii. Perfumy i kosmetyki były sprzedawane w paryskich domach towarowych: Printemps Department Store i Luwr. Boucher Mignot uczestniczył w wielu Światowych Wystawach w Paryżu. Był odznaczony brązowym medalem w 1878 roku i srebrnym – w 1889 roku. Już w latach 1876–1881 wprowadził do kompozycji (np. Héliotrope blanc, Foin coupé, Chypre, Lilas blanc) produkty syntetyczne, takie jak kumaryna, heliotropina i wanilina.

### Pierre Bourdon
Pierre Burdon ukończył studia w dziedzinie nauk politycznych, po czym zmienił życiowe plany i rozpoczął w 1971 roku karierę w dziedzinie perfumiarstwa w spółce Roure–Bertrand–Dupont, prowadzącej szkołę perfumiarzy w Grasse. Miał tam okazję współpracować z Edmondem Roudnitską. Po pięciu latach szkolenia został zatrudniony w Roure w Paryżu, gdzie specjalizował się w dziedzinie kosmetyki, a następnie spędził rok w Stanach Zjednoczonych. W kolejnych latach zajmował się sprawami rozwoju takich firm, jak europejska filia Takasago (1982), Quest International (1991), de Fragrance Ressources (1993). W latach 1981–2006 opracował wiele receptur, np.: Dolce Vita dla Christian Dior, Cool Water i Good Life dla Davidoff, Escada dla Escada Beauté, Cologne à la Française, Cologne a la Russe i Cologne a l'Italienne dla Institut Tres Bien, Mark Birley for men dla Mark Birley, Individuel dla Mont Blanc i inne.

### Germaine Cellier
Germaine Cellier (1909—1976) urodziła się w Bordeaux. Studiowała chemię w Paryżu. Po ukończeniu studiów rozpoczęła pracę w spółce Roure-Bertrand-Dupont, jako jedna z pierwszych kobiet w środowisku perfumiarzy. Szybko zdobyła sobie miano przebojowej „Arlette blonde” (była błękitnooką blondynką, wysoką, szczupłą i elegancką). Perfumy, które stworzyła dla Roure i kolejnych firm, określane jako zuchwałe lub brutalne, stały się rynkowymi przebojami. Skomponowała np. Bandit (zmysłowe perfumy o skórzanej nucie, 1944) i Fracas (1948) dla Roberta Pigueta, Vent Vert, Jolie Madame (1953) i Monsieur Balmain (1964) dla Pierre’a Balmaina, Coeur Joie (1946) dla Niny Ricci oraz wiele innych dla Elizabeth Arden ze Stanów Zjednoczonych.

### François Coty
François Coty (1874–1934) przybył do Paryża z Korsyki w 1900 roku. Początkowo dostarczał swoje towary do wielkich magazynów, a w 1904 roku założył własny sklep w dzielnicy Place Vendôme. Od 1907roku współpracował z projektantem i artystą–szklarzem René Lalique'em. Firma Coty stała się popularna w wielu krajach, m.in. w Stanach Zjednoczonych. Jej rozwój znacznie zahamował wielki kryzys na giełdzie nowojorskiej w latach 20. XX wieku. François Coty stworzył perfumy Chypre, których zapach stał się inspiracją dla całej grupy tak nazywanych zapachów. Skomponował również L'Origan, Émeraude La Rose Jacqueminot, Ambre Antique i wiele innych.

### André Fraysse
André Fraysse (1902–1976) był synem perfumiarza, Claude’a Fraysse’a. Perfumiarzami byli również jego siostra Jacqueline, związana z firmą Weil, i brat Hubert, który pracował dla Synarome. André Fraysse został „nosem” firmy Parfums Lanvin, dla której stworzył m.in. Arpège (1927), My Sin (1925), Skandal (1931), Rumeur (1934), Pretexte (1937).

### Olivia Giacobetti
Olivia Giacobetti urodziła się w 1966 roku w Boulogne-Billancourt (Francja). Od dzieciństwa marzyła o tym, by być „nosem”. Zachęcał ją do tego jej ojciec – Francis Giacobetti, znany reżyser (np. filmu Emmanuelle 2). Olivia rozpoczęła praktykę w Le Group Robertet w wieku 17 lat, a kilka lat później stworzyła własną firmę – IUNX Boutiq. Opracowała kompozycje dla takich firm, jak Lubin, L’Artisan Parfumeur, Diptyque. 
Skomponowała np. L’Artisan L’Eau de L’Artisan (1993), L’Artisan Premier Figuier (1994), L’Artisan Drole de Rose (1995), Diptyque Philosykos (1996), L’Artisan Navegar (1998), L’Artisan Dzing! (1999), L’Artisan Tea for Two (2000), L’Artisan Un Bouquet en Mai (2001), L’Artisan Safran Troublant (2002), L’Artisan Jour de Fete (2004), Guerlain Baby Guerlain (2005), L’Artisan Fou d’Absinthe (2006), Honoré des Prés Chaman’s Party (2008), Hotel Costes Costes No 2 (2009), Honoré des Prés Vamp à NY (2010).

### Maurice Roucel
Maurice Roucel rozpoczął karierę w 1973 roku, jako chemik w Chanel's Fragrance Laboratory. Jako perfumiarz jest samoukiem. Pełni funkcję „nosa” firmy Quest. Skomponował perfumy Tocade dla Rochasa, 24, Faubourg dla Hermèsa, Monsoon dla Coty (1994), Fresh dla Alfreda Dunhilla (2005), L’Instant dla Guerlain (2003), Kenzo Air dla Kenzo Parfums (2004), Lalique pour Homme dla René Lalique et Cie (1997), Voyage dla Nautica Fragrances (2006), Musc Ravageur dla Frederic Malla (2000), Rochas Man dla Parfums Rochas (1999) i innych. W 2002 roku został wyróżniony Prix François Coty (francuski Oskar dla perfumiarzy).

### Edmond Roudnitska
Edmond Roudnitska (1905–1996) jest uznawany za pioniera nowoczesnej perfumerii i jednego z najsłynniejszych „nosów” XX w.. Rozpoczynał pracę jako chemik w spółce 'Roure–Bertrand–Dupont'. Najdłużej (1948–1976) współpracował z firmą Christian Dior, dla której skomponował np. Eau Sauvage, Diorama, Diorissimo, Diorella, Dior Dior. Stworzył również znane receptury perfum dla innych firm, np. It’You i On Dit dla Elizabeth Arden, Femme dla Marcel Rochas, Eau dla Hermèsa.

## Szkoły perfumiarzy

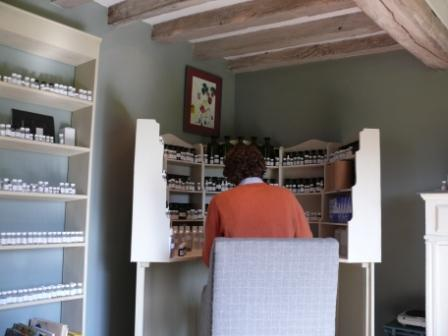
Perfumiarz przy „organach”

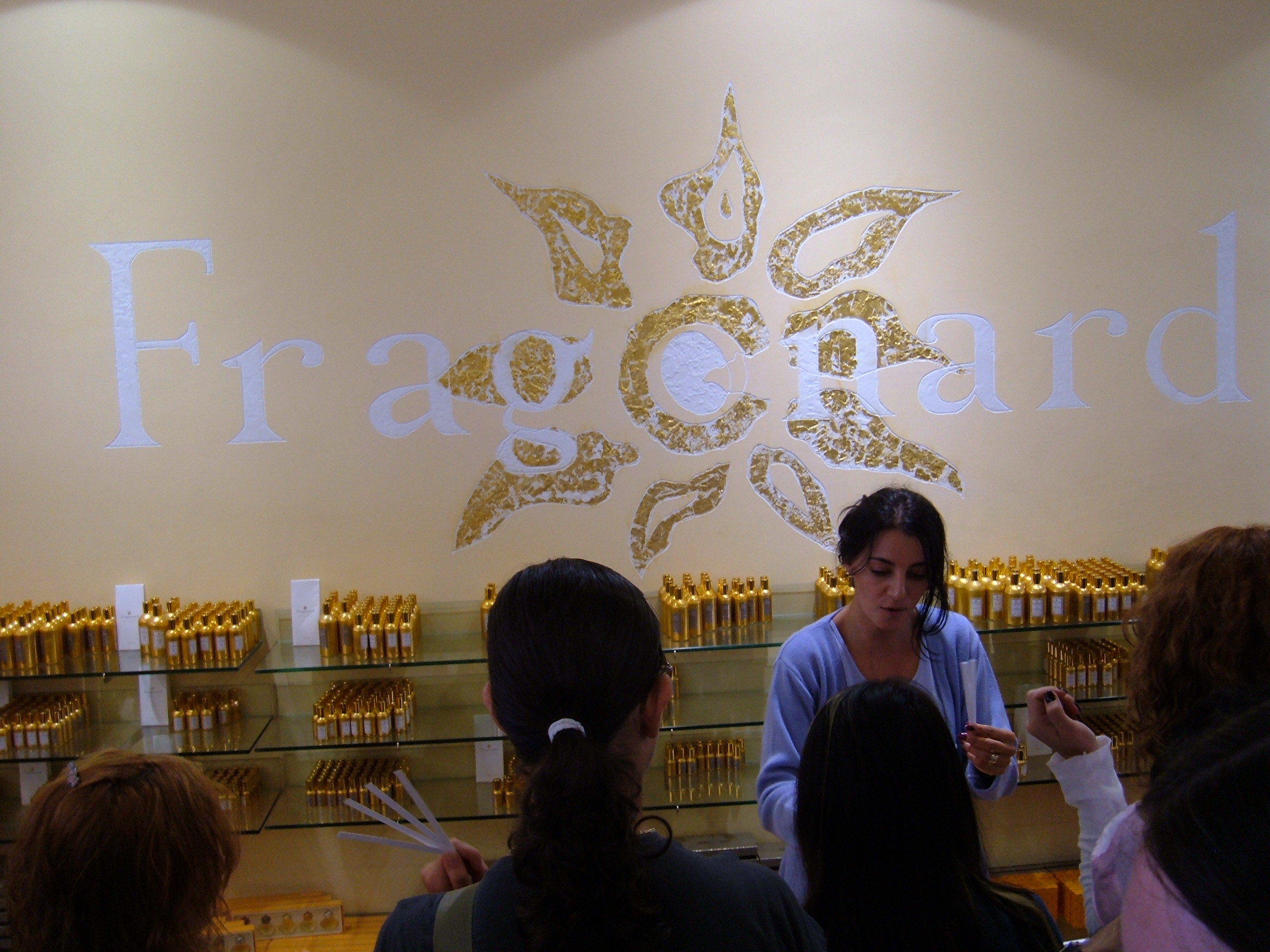
Ocena jakości zapachu w zakładzie Fragonard

Powodzenie w zawodzie perfumiarza jest zależne od psychofizjologicznych cech kandydata do zawodu, jego pamięci, wiedzy i pracowitości. Zdaniem współczesnych „nosów” wrażliwość węchu odgrywa stosunkowo małą rolę. Aby opanować podstawowe umiejętności wystarczy mieć przeciętny węch, dobrą pamięć i wytrwałość, ale osiągnięcie sukcesu nie jest możliwe bez wyobraźni artysty, dla którego receptura (formuła) perfum jest narzędziem umożliwiającym przekazywanie emocji. Niektórzy ze znanych „nosów” osiągnęli sukces samodzielnie, ale większość z nich korzystała z pomocy mistrzów, ułatwiających pierwsze kroki. Obecnie szkolenie perfumiarzy organizują firmy perfumeryjne. Nauczycielami w tych szkołach są m.in. „nosy” firm. Absolwenci szkół odbywają staż w firmie i bywają w niej zatrudniani.
Przygotowanie do wykonywania zawodu perfumiarza wymaga poznania i zapamiętania tysięcy zapachów surowców – naturalnych (np. rozmaitych olejków eterycznych) i syntetycznych, odgrywających coraz większą rolę we współczesnych kompozycjach. W pierwszym etapie szkolenia adept perfumiarstwa opanowuje umiejętność przypisywania zapachów do określonych klas, po czym uczy się ich odróżniania w ramach jednej klasy. Z czasem wzrasta umiejętność określania wpływu, jaki różne dodatki wywierają na zapach mieszanin. Pojawia się zdolność przewidywania, jak zmieni się zapach kompozycji po określonej zmianie jej składu.
Firma Roure utworzyła szkołę perfumiarzy w 1946 roku. Jej pierwszym kierownikiem był perfumiarz Roure, Jean Carles, który opracował program szkolenia, polegający na stosowaniu klasyfikacji obejmującej 15 rodzin zapachów. Ta metoda jest powszechnie dostępna (nie jest chroniona patentem). Do zarządu szkoły należeli Marcel Carles, Jean Carles–junior, François Marin i Bernard Escano. Gdy firma Roure została połączona z firmą Givaudan szkoła została na jakiś czas zamknięta, a następnie ponownie otwarta jako Givaudan Perfumery School.
IFF (International Flavors & Fragrances) otworzyło szkołę w 2001 roku. Rekrutuje uczestników spośród pracowników firmy, na podstawie testów węchowych, testów inteligencji i obszernych wywiadów. Studia w IFF Perfumery School trwają 4 lata. Obejmują zajęcia praktyczne (udział w realizacji programów badawczych) i problemy zarządzania firmą.
W Polsce szkoła perfumiarzy jest prowadzona w Pollena-Aroma.

## Zestawienie
Naszkicowane powyżej sylwetki postaci ważnych w świecie perfum, to tylko niewielka reprezentacja rzeszy twórców, których rola w procesie tworzenia rynkowych produktów jest coraz częściej doceniana. Nieco więcej informacji zawiera zamieszczone poniżej zestawienie, umożliwiające uporządkowanie wierszy według dat, nazwisk perfumiarzy lub nazw firm, wprowadzających produkty handlowe na rynek. 

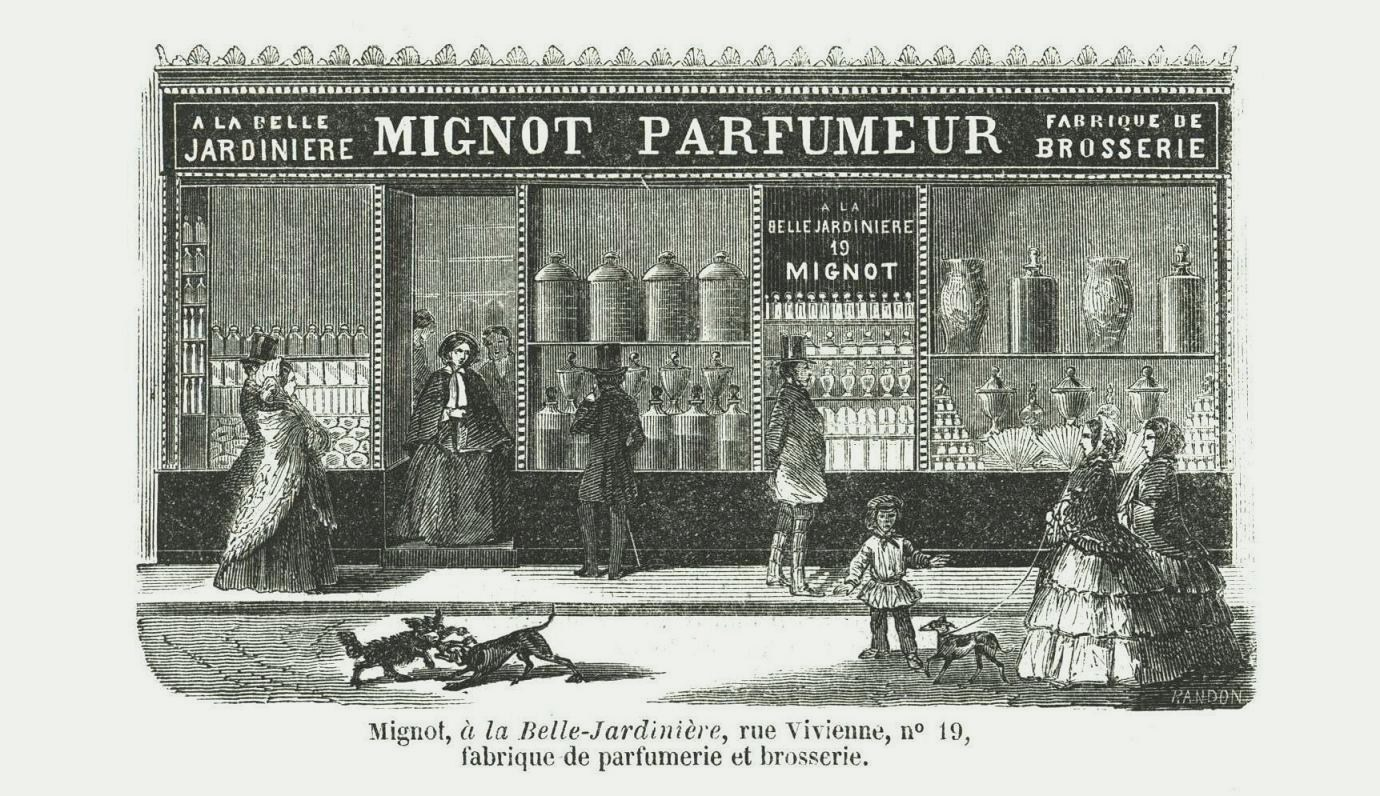
„Mignot Parfumeur”, Paryż
Lithographie de Monsieur Gilbert Randon (1814–1884)

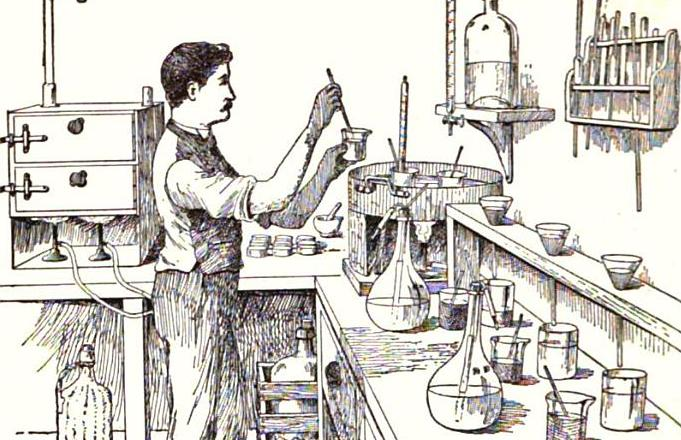
Perfumiarz tworzący zapach według receptury, 1910

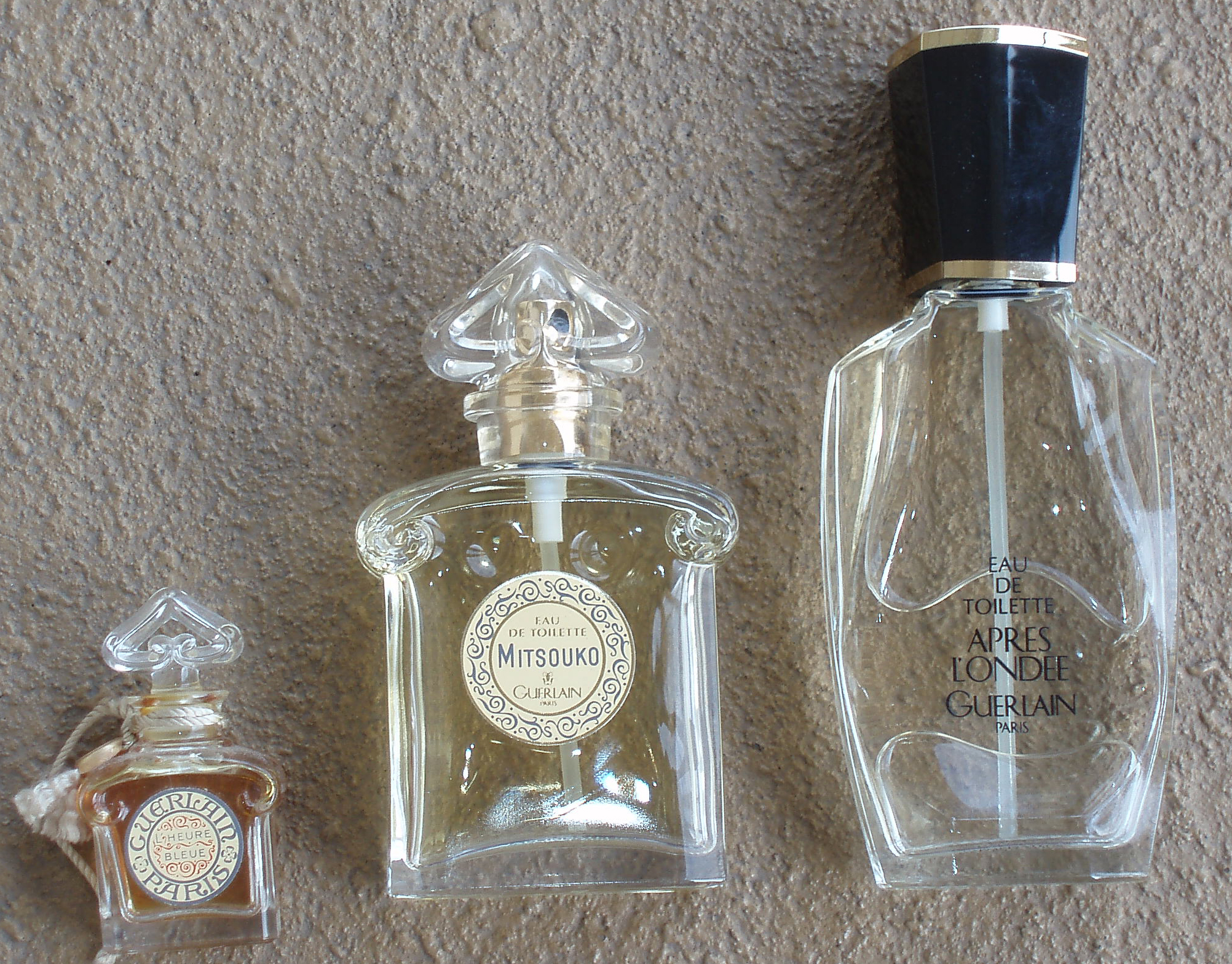
Flakony Guerlaina

N°5, Chanel

Dolce Vita, Christian Dior

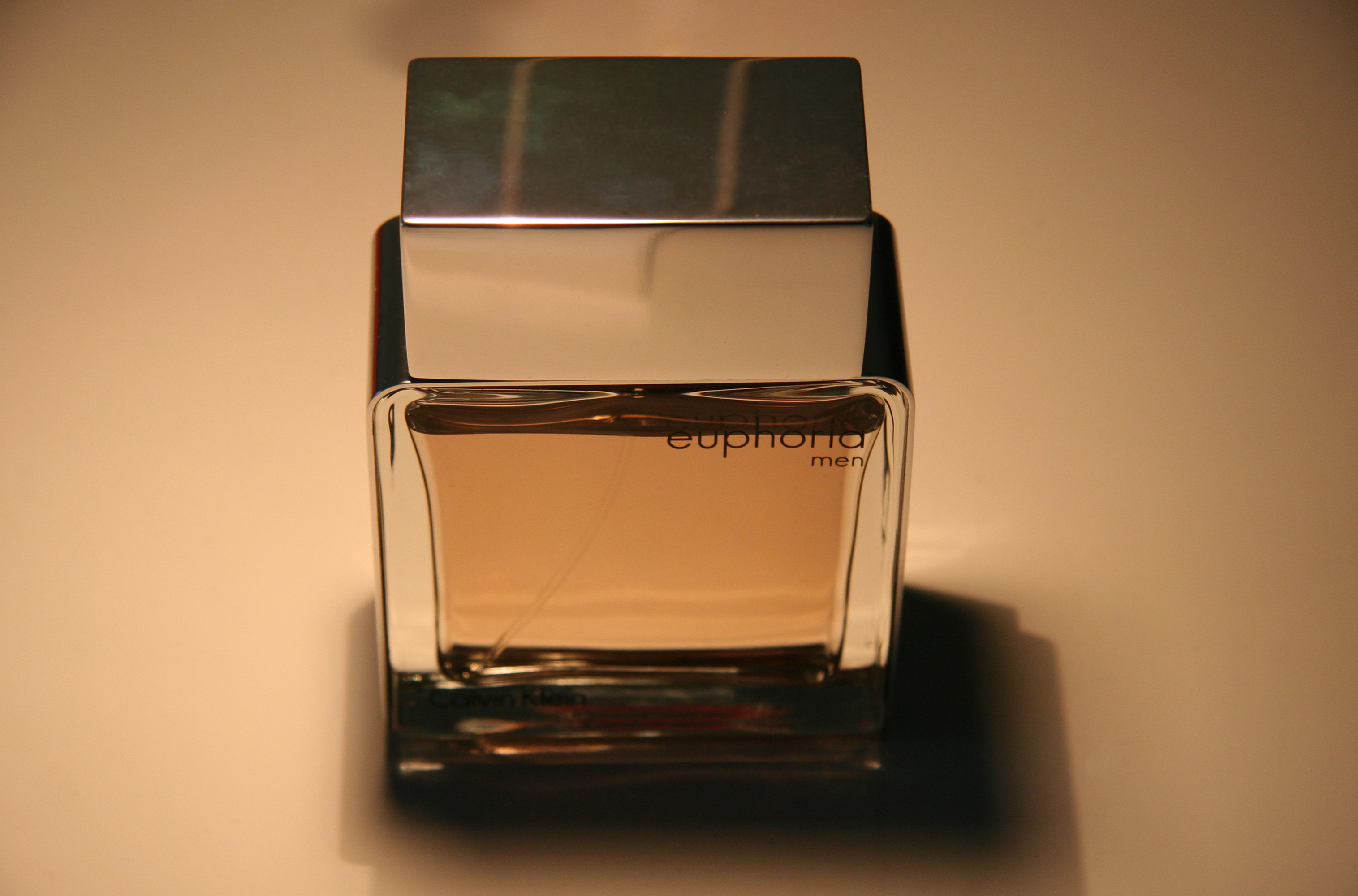
Euforia, Calvin Klein Inc.

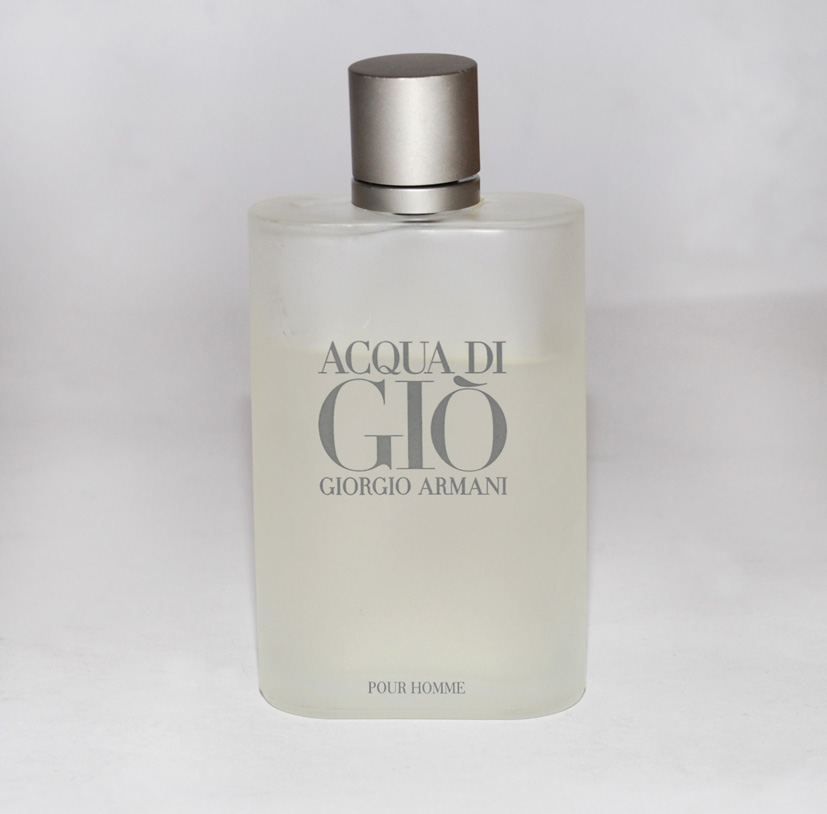
Acqua di Gio for men, Giorgio Armani

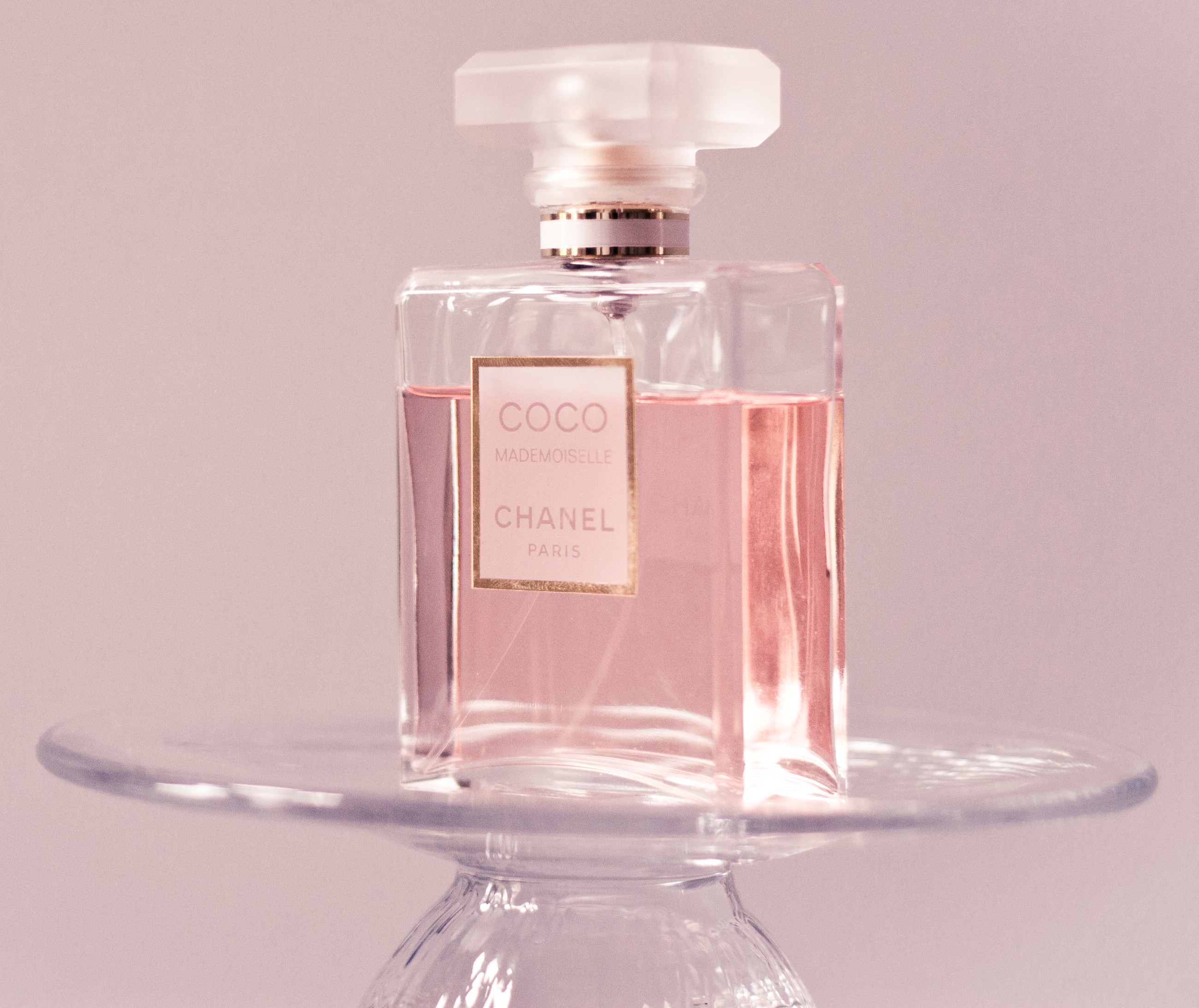
Coco mademoiselle, Chanel

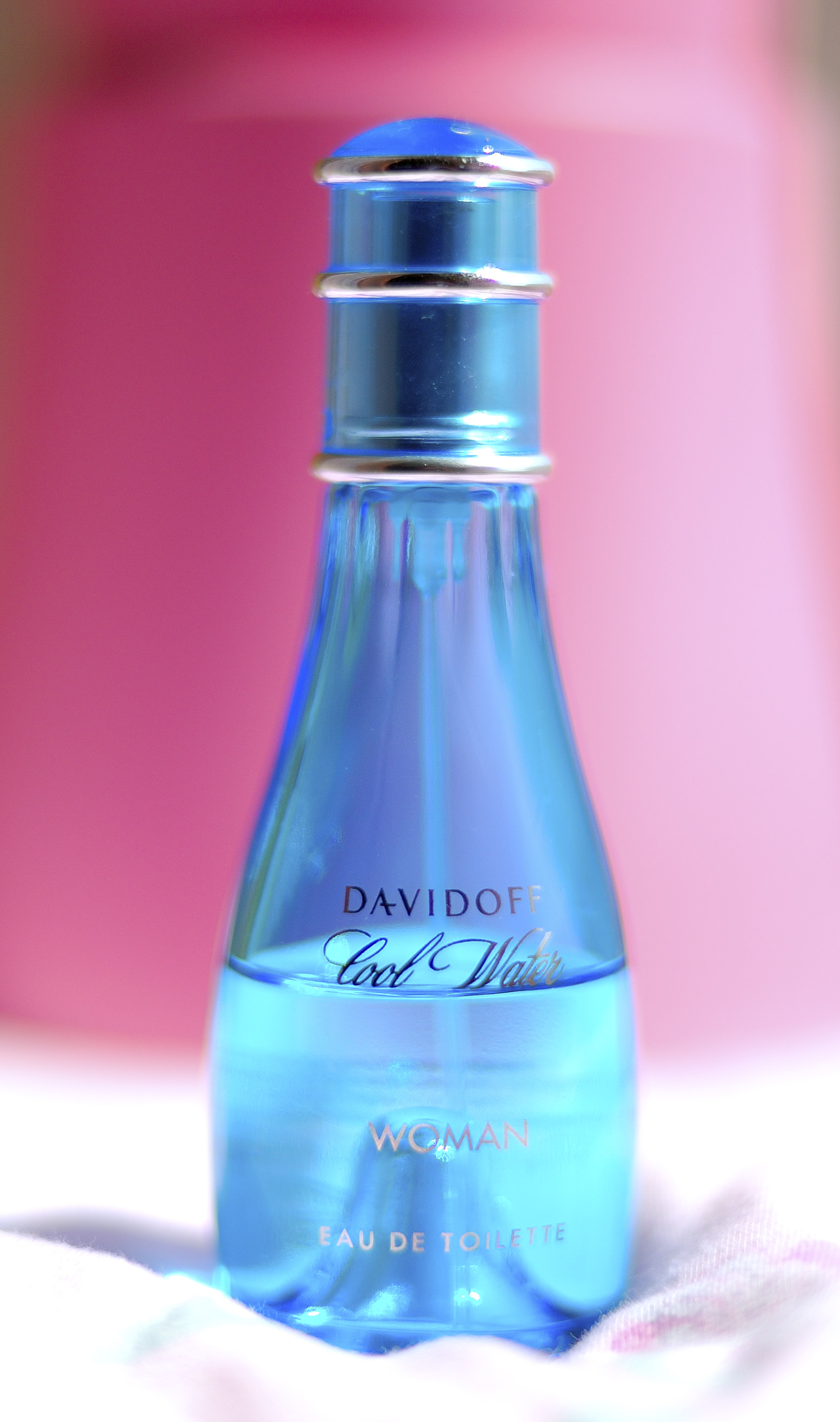
Davidoff Cool Water Women, Davidoff

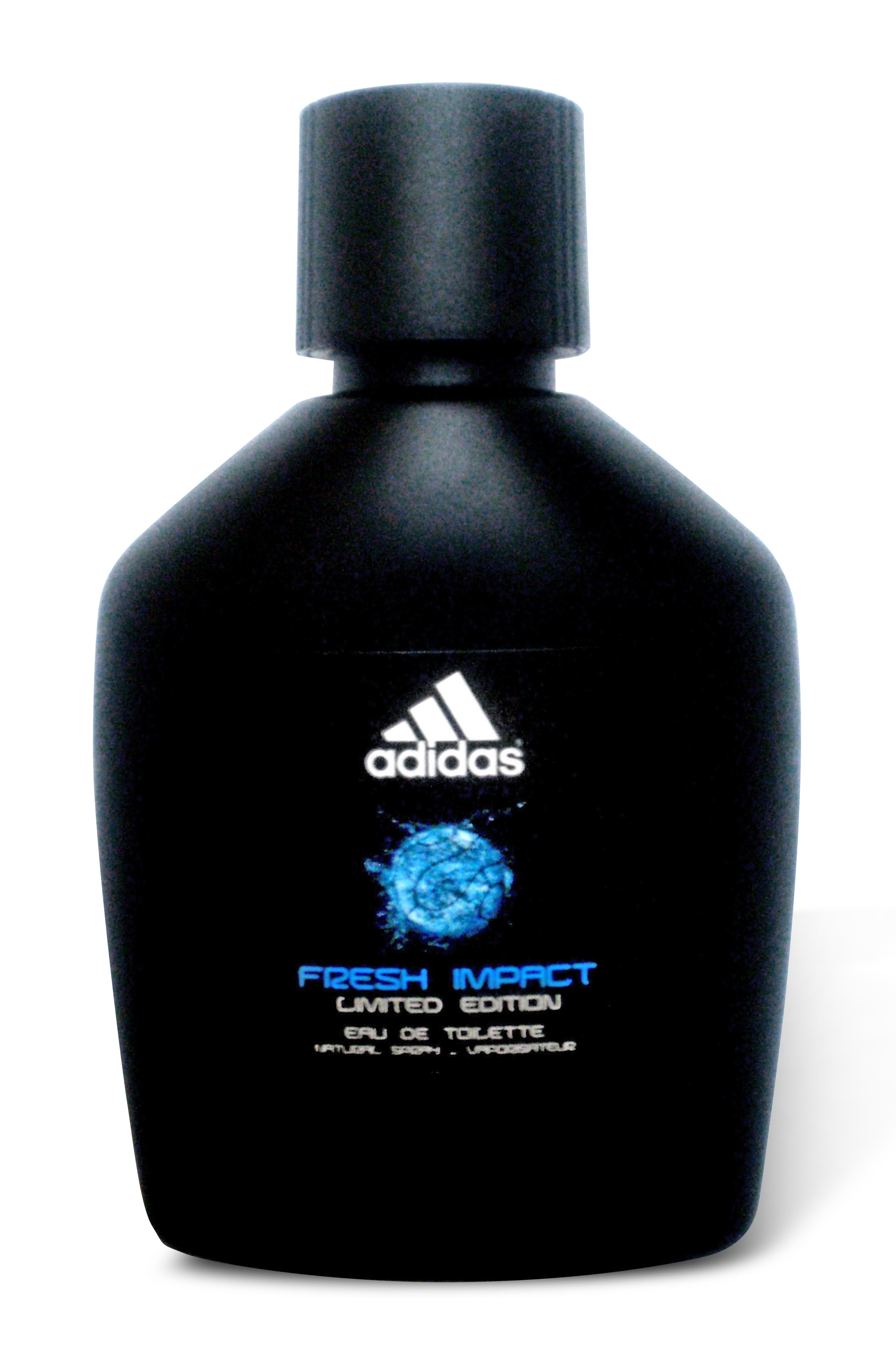
Fresh Impact Limited, Adidas

| Rok      | Perfumiarz (kompozytor)                          | Nazwa kompozycji                | Firma                                           |
| -------- | ------------------------------------------------ | ------------------------------- | ----------------------------------------------- |
| 1714     | Farina, Johann Maria (1685–1766)                 | Farina Eau de Cologne (perfumy) | Johann Maria Farina gegenüber dem Jülichs-Platz |
| 1789     | Hunter, William                                  | Number Six                      | Caswell-Massey                                  |
| 1798     | Lubin, Pierre François                           | Eau de Lubin                    | Parfum Lubin                                    |
| 1803     | Mülhens, Wilhelm                                 | 4711 Echt Kölnisch Wasser       | Wilhelm Mulhens, 4711                           |
| 1815     | Truefitt, Francis                                | Freshman                        | Truefitt & Hill                                 |
| 1853     | Guerlain, Pierre François Pascal                 | Eau de Cologne Impériale        | Guerlain                                        |
| 1872     | Penhaligon, William Henry                        | Hammam Bouquet                  | Penhaligon's                                    |
| 1882     | Parquet, Paul                                    | Fougère Royale                  | Houbigant                                       |
| 1889     | Guerlain, Aimé                                   | Jicky                           | Guerlain                                        |
| 1902     | Penhaligon, William Henry                        | Blenheim Bouquet                | Penhaligon's                                    |
| 1904     | Guerlain, Jacques                                | Mouchoir de Monsieur            | Guerlain                                        |
| 1904     | Coty, François                                   | La Rose Jacqueminot             | Coty                                            |
| 1905     | Coty, François                                   | L'Origan                        | Coty                                            |
| 1905     | Coty, François                                   | Ambre Antique                   | Coty                                            |
| 1910 (?) | Piver, L.T.                                      | Astris                          | L.T. Piver                                      |
| 1911     | Penhaligon, William Henry                        | English Fern                    | Penhaligon's                                    |
| 1911 (?) | Daltroff, Ernest                                 | Narcisse Noir                   | Parfums Caron                                   |
| 1912     | Guerlain, Jacques                                | L'Heure Bleue                   | Guerlain                                        |
| 1912     | Robert Bienaimé                                  | Quelques Fleurs                 | Houbigant                                       |
| 1913 (?) | Coty, François                                   | Muguet                          | Coty                                            |
| 1913     | Daltroff, Ernest                                 | Violette Précieuse              | Parfums Caron                                   |
| 1917     | Coty, François                                   | Chypre                          | Coty                                            |
| 1919     | Guerlain, Jacques                                | Mitsouko                        | Guerlain                                        |
| 1919     | Daltroff, Ernest                                 | Tabac Blond                     | Parfums Caron                                   |
| 1921     | Beaux, Ernest                                    | Chanel No. 5                    | Chanel                                          |
| 1922     | Beaux, Ernest                                    | Chanel No. 22                   | Chanel                                          |
| 1922     | Daltroff, Ernest                                 | Nuit de Noël                    | Parfums Caron                                   |
| 1924     | Beaux, Ernest                                    | Cuir de Russie                  | Chanel                                          |
| 1925 (?) | Fraysse, André                                   | My Sin                          | Lanvin                                          |
| 1925     | Guerlain, Jacques                                | Shalimar                        | Guerlain                                        |
| 1926     | Beaux, Ernest                                    | Bois des Îles                   | Chanel                                          |
| 1926     | Coty, François                                   | Paris                           | Coty                                            |
| 1927     | Fraysse, André, Paul Vacher                      | Arpège                          | Lanvin                                          |
| 1927     | Daltroff, Ernest                                 | Bellodgia                       | Parfums Caron                                   |
| 1927     | Coty, François, Vincent Roubert                  | L'Aimant                        | Coty                                            |
| 1928     | Beaux, Ernest                                    | Soir de Paris                   | Bourjois                                        |
| 1929     | Guerlain, Jacques                                | Liu                             | Guerlain                                        |
| 1930     | Alméras, Henri                                   | Joy                             | Patou                                           |
| 1932     | Blanchet, Maurice                                | Je Reviens                      | House of Worth                                  |
| 1932     | Carles, Jean                                     | Tabu                            | House of Dana                                   |
| 1933     | Guerlain, Jacques                                | Vol de Nuit                     | Guerlain                                        |
| 1934     | Daltroff, Ernest                                 | Pour Un Homme                   | Parfums Caron                                   |
| 1936     | Daltroff, Ernest                                 | French Cancan                   | Parfums Caron                                   |
| 1937     | Alméras, Henri                                   | Colony                          | Patou                                           |
| 1939     | Edmond Roudnitska                                | It's You                        | Arden                                           |
| 1944     | Germaine Cellier                                 | Bandit                          | Robert Piguet                                   |
| 1944     | Roudnitska, Edmond                               | Femme                           | Rochas                                          |
| 1946     | Cellier, Germaine                                | Coeur-Joie                      | Nina Ricci                                      |
| 1946     | Carles, Jean                                     | Ma Griffe                       | Carven                                          |
| 1947     | Cellier, Germaine                                | Vent Vert                       | Balmain                                         |
| 1948     | Cellier, Germaine                                | Fracas                          | Robert Piguet                                   |
| 1948     | Fabron, Françis                                  | L'Air du Temps                  | Nina Ricci                                      |
| 1949     | Morsetti, Michel                                 | Rose                            | Parfums Caron                                   |
| 1951     | Roudnitska, Edmond                               | 'Eau d'Hermès'                  | Hermès                                          |
| 1952     | Matchabelli, Georges V.                          | Wind Song                       | Prince Matchabelli                              |
| 1953     | Estée Lauder                                     | Youth Dew                       | Estée Lauder Companies                          |
| 1954     | Morsetti, Michel                                 | Poivre                          | Parfums Caron                                   |
| 1955     | Robert, Henri                                    | Chanel Pour Monsieur            | Chanel                                          |
| 1956     | Roudnitska, Edmond                               | Diorissimo                      | Christian Dior                                  |
| 1961     | Guerlain, Jean-Paul                              | Vetiver                         | Guerlain                                        |
| 1966     | Roudnitska, Edmond                               | Eau Sauvage                     | Christian Dior                                  |
| 1969     | Guerlain, Jean-Paul                              | Chamade                         | Guerlain                                        |
| 1970     | Robert, Guy                                      | Équipage                        | Hermès                                          |
| 1971     | Robert, Henri                                    | Chanel No. 19                   | Chanel                                          |
| 1972     | Roudnitska, Edmond                               | Diorella                        | Christian Dior                                  |
| 1974     | Robert, Henri                                    | Cristalle                       | Chanel                                          |
| 1974     | Guerlain, Jean-Paul                              | Eau de Guerlain                 | Guerlain                                        |
| 1978     | Grojsman, Sophia                                 | White Linen                     | Estée Lauder                                    |
| 1979     | Guerlain, Jean-Paul                              | Nahéma                          | Guerlain                                        |
| 1981     | Diener, Jean-Jacques                             | Must de Cartier                 | Cartier                                         |
| 1983     | Grojsman, Sophia                                 | Paris                           | Yves Saint Laurent                              |
| 1986     | Grojsman, Sophia                                 | Prescriptives Calyx             | Prescriptives                                   |
| 1988     | Bourdon, Pierre                                  | Cool Water                      | Davidoff                                        |
| 1988     | Grojsman, Sophia                                 | Eternity                        | Calvin Klein                                    |
| 1988     | Sieuzac, Jean-Louis, Maurice Roger               | Fahrenheit                      | Christian Dior                                  |
| 1989     | Guerlain, Jean-Paul                              | Samsara                         | Guerlain                                        |
| 1990     | Grojsman, Sophia                                 | Trésor                          | Lancôme                                         |
| 1992     | Sheldrake, Christopher                           | Bois de Violette                | Serge Lutens                                    |
| 1992     | Sheldrake, Christopher                           | Féminité du Bois                | Shiseido                                        |
| 1994     | Grojsman, Sophia                                 | Sexual                          | Michel Germain                                  |
| 1995     | Roucel, Maurice                                  | 24, Faubourg                    | Hermès                                          |
| 1996     | Creed, Olivier                                   | Spring Flower                   | Creed                                           |
| 1996     | Becker, Calice                                   | Tommy Girl                      | Tommy Hilfiger                                  |
| 1997     | Roucel, Maurice                                  | Envy                            | Gucci                                           |
| 1997     | Menardo, Annick                                  | Lolita Lempicka                 | Lolita Lempicka                                 |
| 1998     | Menardo, Annick                                  | Hypnotic Poison                 | Christian Dior                                  |
| 1998     | Menardo, Annick                                  | Bulgari Black                   | Bulgari                                         |
| 1999     | Giacobetti, Olivia                               | Dzing!                          | L'Artisan                                       |
| 1999     | Becker, Calice                                   | J'Adore                         | Christian Dior                                  |
| 2000     | Giacobetti, Olivia                               | En Passant                      | Frederic Malle                                  |
| 2000     | Giacobetti, Olivia                               | Tea for Two                     | L'Artisan Parfumeur                             |
| 2001     | Sheldrake, Christopher                           | Chergui                         | Serge Lutens                                    |
| 2002     | Wasser, Thierry                                  | Addict                          | Christian Dior                                  |
| 2003     | Grojsman, Sophia                                 | 100% Love                       | Shaping Room                                    |
| 2003     | Becker, Calice                                   | Beyond Paradise                 | Estée Lauder Companies                          |
| 2004     | Polge, Olivier, Carlos Benaim, Domitille Bertier | Flowerbomb                      | Viktor & Rolf                                   |
| 2006     | Roucel, Maurice                                  | Insolence                       | Guerlain                                        |
| 2008     | Giacobetti, Olivia                               | Elixir                          | Penhaligon's                                    |